# Enrique Moreno Báez
Enrique Moreno Báez (Sevilla, 29 de septiembre de 1908 – Madrid, 27 de noviembre de 1976) fue un ensayista, historiador y crítico literario español.

## Biografía
Formado en la Universidad de La Plata con Pedro Henríquez Ureña, fue luego becario —entre 1931 y 1933— del Centro de Estudios Históricos de la Junta para Ampliación de Estudios, en el que trabajó bajo la dirección inmediata de Ramón Menéndez Pidal en el establecimiento de textos medievales. A partir de 1933, sucedió a Dámaso Alonso como lector de español de la Universidad de Oxford, y se trasladó posteriormente a las Universidades de Cambridge y de Londres. Fue maestro en Artes por la Universidad de Oxford, doctor en Filosofía por la de Cambridge y doctor en Filosofía y Letras por la de Madrid. Llevaba, así, consigo una formación filológica, histórica y filosófica a la vez, lo que se tradujo en el denso entramado de datos e ideas de que hizo uso conjuntamente en sus publicaciones, en las que muestra además saberes teológicos y políticos.
Defendió por escrito “el cristiano acatamiento del poder público”, lo que le hizo aceptar la legalidad republicana en 1931-1939. Ya en la España de la posguerra pudo regresar para que “luchando contra viento y marea —expresaba—, contra mucho viento y mucha marea”, le fuese dado alcanzar una Cátedra de Literatura Española en Oviedo (1949), de donde se trasladó a Santiago de Compostela (1954) y, posteriormente, a la Universidad Autónoma de Madrid (1975). La obra investigadora del autor se caracteriza por su apelación conjunta a un marco de reflexiones que aúnan lo literario con lo filosófico, lo artístico y lo histórico.
Proclamó que para salir de una docencia mediocre había que escribir y publicar, pero “no mucho y malo, sino poco y bueno”; postuló asimismo que no se dijese nada “que no pueda probarse con documentos, con la evidencia interna del texto o con la comparación entre aquéllos y éste”. Defendió y practicó así una crítica literaria vinculada fundamentalmente a la lectura de las obras y a su análisis, y a la consideración de los autores clásicos, no de los escritores de tercera o cuarta fila; practicó por igual el comparatismo entre las letras bellas y las artes plásticas.
Editó dos antologías de la lírica española, a Jorge de Montemayor y a Diego de San Pedro, y asimismo castellanizó en lengua moderna al príncipe don Juan Manuel. Como no le era ajena la “filosofía de la cultura” como él mismo la denominó, proyectó una trilogía de la que quedan publicados el primer volumen (Los cimientos de Europa) y varios capítulos de un segundo tomo. Esta obra, junto con la de Nosotros y nuestros clásicos y el artículo “El nuevo comparatismo”, encierran quizá lo más representativo de su manera investigadora. A Enrique Moreno se le adscribe a la escuela filológica del Centro de Estudios Históricos. Asimismo es evidente, por sus menciones, la influencia que tuvieron en él T. S. Eliot y en general la cultura inglesa.

## Obras
- Lección y sentido del Guzmán de Alfarache, Madrid, Consejo Superior de Investigaciones Científicas (CSIC), 1948
- J. de Montemayor, Los siete libros de La Diana, ed., pról. y notas de ~, Madrid, Real Academia Española, 1955
- Filosofía del Criticón, Universidad de Santiago de Compostela, 1959
- Nosotros y nuestros clásicos, Madrid, Gredos, 1961 (ed. corr., Madrid, Gredos, 1966)
- Reflexiones sobre el Quijote, Madrid, Prensa Española, 1968
- Los cimientos de Europa, Madrid, Taurus, 1971 (ed. póstuma aum., Santiago de Compostela, Universidad, 1996)
- “El nuevo comparatismo”, en Historia y estructura de la obra literaria, Madrid, CSIC, 1971, págs. 49-56
- “Carta sobre la necesidad de la investigación”, en Homenaje al profesor Carriazo, vol. III, Sevilla, Universidad, 1973, págs. 209-219; D. de San Pedro
- Cárcel de amor, ed. intr. y notas de ~, Madrid, Cátedra, 1974.